# José Macías
José Bartolomé Macías, född 1901 och död 1966, var en argentinsk fotbollsdomare.
Macías spelade först fotboll i CA Banfield, men han kom snart fram till att han hellre ville döma matcher. Han debuterade som domare i den högsta argentinska ligan 1928 och han kom sedan att döma över 400 matcher innan han gick i pension 1949. Efter att ha pensionerat sig som domare blev chef över en skola för fotbollsdomare och sportjournalist. Han dog 1966 av en stroke under en VIP-middag med fotbollspersonligheter.